# Alkalni članak
Alkalni članak (engl. alkali storage cell) galvanski je sekundarni članak. Aktivna masa pozitivne elektrode u napunjenom stanju je niklov hidroksid Ni(OH)3, negativne kadmij (nikleno-kadmijski akumulator NiCd) ili željezo (nikleno-željezni akumulator, NiFe).
Elektrolit je vodena otopina kalijeva hidroksida (KOH) s dodatkom litijeva hidroksida (LiOH) i ne sudjeluje u kemijskim reakcijama, nego samo vodi ione između elektroda.
Napon članka je 1,2 V, samopražnjenje NiCd-akumulatora oko 50 % godišnje, a NiFe-akumulatora do 75 % u dva mjeseca.
Mokri alkalni akumulatori većih kapaciteta primjenjuju se npr. za pokretanje električnih vozila, avionskih motora i sl., a suhe izvedbe za napajanje električnih i elektroničkih uređaja.
Zbog otrovnog kadmija, uporaba je djelomice zabranjena. Nikleno-kadmijski akumulator izumio je T. A. Edison.